# Schedotrioza tasmaniensis
Schedotrioza tasmaniensis är en insektsart som först beskrevs av Walter Wilson Froggatt 1903.  Schedotrioza tasmaniensis ingår i släktet Schedotrioza och familjen spetsbladloppor. Inga underarter finns listade i Catalogue of Life.